# 좋아요 버튼

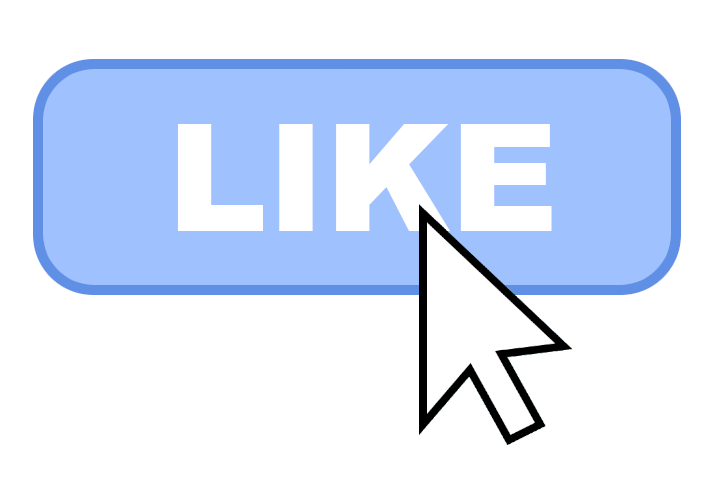
좋아요 버튼의 예시

좋아요 버튼 또는 추천 버튼은 소셜 네트워크 서비스, 인터넷 포럼, 뉴스 웹사이트, 블로그와 같은 통신 소프트웨어의 한 기능으로, 여기에서 사용자는 특정한 콘텐츠를 좋아하거나 즐기거나 지지한다고 표현할 수 있다. 좋아요 버튼의 기능을 갖춘 인터넷 서비스들은 일반적으로 각 콘텐츠를 좋아한 사용자의 수를 보여주며 사용자 목록을 일부분 또는 전체를 보여주기도 한다. 댓글을 다는 등 콘텐츠에 반응을 드러내는 방식의 양적 대안이다. 일부 웹사이트들은 싫어요 버튼을 포함하기도 하는데, 사용자가 선호, 반대, 중립을 투표할 수 있다. 다른 웹사이트에서는 별 5개처럼 더 복잡한 웹 콘텐츠 투표 시스템을 포함한다.

## 이용
다양한 사회적 버튼들은 사용자들이 웹 통신 플랫폼을 통해 웹사이트에서 자신들의 추천/지지를 표출할 수 있게 한다.

## 좋아요 버튼 목록

### 페이스북

페이스북에서 사용되는 "좋아요" 아이

2009년 2월 9일에 활성화된 페이스북 좋아요 버튼은 엄지손가락을 위로 치켜세우는 손 모양으로 설계되어 있다. 원래 별이나 더하기 기호로 논의되었으며 개발 중에는 이 기능이 "좋아요"(like) 대신 "놀라워요"(awesome)라는 의미로 불렸다.

### 프렌드피드에서의 이용
2007년 10월 30일, 프렌드피드의 기능으로 좋아요 버튼이 처음 발표되었고 커뮤니티 안에서 인기를 끌었다. 나중에 이 기능은 최종적으로 프렌드피드가 페이스북에 인수된 2009년 8월 10일 페이스북에 통합되었다.

### 구글+

구글+(구 버전)의 "좋아요" 버튼

구글은 +1로 불리는 좋아요 버튼이 있다. +1은 2001년 6월에 도입되었다. 2011년 8월, +1 버튼은 공유 아이콘으로 되었다.

### 인스타그램
인스타그램은 좋아요 단추가 있다. 트위터와 브이콘탁트와 비슷한 하트 기호이다. 모바일 앱에서 사진을 두 번 탭하여도 좋아요 단추의 기능으로 동작한다.

### 트위터
"리트윗"과 더불어 트위터 사용자들은 한때 서비스에서 제공되는 글들에 대해 금별 그림의 "즐겨찾기" 기능을 사용하였다. 2015년 11월 사용자의 혼동을 완화시키고 다른 소셜 네트워크와 기능의 보조를 더 맞출 수 있도록 "즐겨찾기" 기능은 "좋아요"로 바뀌었으며 이 단추는 별 모양에서 하트로 바뀌었다.

### 유튜브

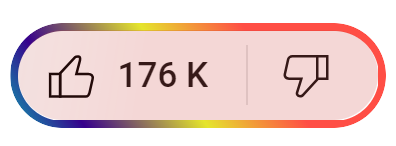
유튜브에서 사용되는 "좋아요"/"싫어요" 버튼

2010년에 서비스 재설계의 일환으로 유튜브는 별 방식의 투표 시스템에서 좋아요/싫어요 버튼으로 전환하였다. 이전 시스템에서 사용자들은 동영상을 1~5개의 별로 점수를 줄 수 있었다. 유튜브 직원은 2, 3, 4개의 별 점수가 자주 쓰이지 않는다고 하면서 이러한 변화가 시스템의 공통된 사용을 반영하였다고 논하였다.
2012년, 유튜브는 좋아요/싫어요 단추를 구글의 +1 버튼으로 대체하는 실험을 짧게 하였다.

### 시나 웨이보
시나 웨이보에도 좋아요 단추가 있다. 트위터의 것과 비슷하게 동작한다.

### 스트라바
사이클링과 달리기를 위한 GPS 추적 앱으로 유명한 스트라바는 좋아요(Kudos)라는 단추가 있어서 사용자에게 동료 선수들의 활동을 좋아하는 옵션을 제공한다.

### 브이콘탁트
글, 댓글, 미디어, 외부 사이트를 위한 VK의 좋아요 버튼은 페이스북과는 다르게 동작한다. 선호했던 콘텐츠는 자동으로 사용자의 담벼락에 넘어오지 않고 대신 자신의 개인 즐겨찾기 공간에 저장된다.

## 같이 보기
- 클릭재킹
- 추천 시스템